# Бодливи свинчета
Бодливи свинчета (Hystricidae) се нарича семейство бозайници от разред Гризачи.

## Външен вид
Тялото на тези дребни гризачи е покрито с тъмнокафява или черна козина и с къси остри бодли или шипове. Някои от тях растат на снопове, а други са израснали отделно. Те служат само и единствено за предпазване от враговете. Само задната част е покрита с бодли, а предната с четина или груба козина. Свинчетата си обръщат бодлите към хищника, когато са уплашени от него. При допир те бързо настръхват и убождат кожата на неприятеля, затова повечето хора не се доближават до тях. Бодлите могат да причинят болезнени рани, дори смърт, ако засегнат жизненоважни органи или предизвикат инфекция. За разлика от възрастните – малките бодливи свинчета нямат бодли, а мека козинка и на допир са меки като плюшена играчка. След броени седмици те вече са с остри бодли и стават опасни.
Бодливите свинчета са много по-големи от морските свинчета, повечето достигат до 83 см дължина, и от 13 до 27 кг тегло. Могат да живеят до около 21 години, но повечето достигат 18 години.

## Ареал
Има 25 вида бодливи свинчета, разделени на бодливи свинчета от Стария свят и бодливи свинчета от Новия свят.
Бодливите свинчета от Стария свят, т.нар. гривести таралежи, обитават Африка, Азия и отчасти Европа (Сицилия, Италия). Иглоопашатите свинчета също се срещат в Азия. Там и в Африка живеят и свинчета с опашки като четка.
Най-разпространените породи в Новия свят са северноамериканските горски бодливи свинчета. Други видове живеят в джунглите на Мексико и Южна Америка и използват дългите си опашки, за да се улавят за клоните. Бодливите свинчета се крият в тях и в короните на дърветата, свират се в кухи дънери, в дупки и хралупи. Видовете от Стария свят обичат да прекарват повече време на земята, отколкото събратята им от Новия свят.
Бодливите свинчета предпочитат да обитават гори, планини или пустини.

## Прехрана
Бодливите свинчета са нощни гризачи. Те ядат абсолютно всяка част на дърветата, стига да могат да се доберат до нея, като най-много обичат кората. Северноамериканските бодливи свинчета предпочитат по-мекия подкорен пласт. В опита си да го достигнат те могат да изгризат цял пръстен кора, а това най-често убива дървото. Понякога тези животни гризат еленови рога или дървени инструменти като дръжки на брадви и др., заради солта и мазнините, които се съдържат в тях.

## Видове
Съвременните видове от семейството и фосилните родове са:
- Семейство Hystricidae
  - Род Hystrix
    - Подрод Acanthion
      - Hystrix brachyura
      - Hystrix javanica

    - Подрод Hystrix
      - Hystrix africaeaustralis
      - Hystrix cristata, Гривесто бодливо свинче
      - Hystrix indica

    - Подрод Thecurus
      - Hystrix crassispinis
      - Hystrix pumila
      - Hystrix sumatrae

  - Род †Miohystrix
  - Род †Xenohystrix
  - Род †Sivacanthion
  - Род Atherurus
    - Atherurus africanus
    - Atherurus macrourus

  - Род Trichys
    - Trichys fasciculata